# 우결핵병
우결핵병(牛結核病)이란, 대표적인 인수공통전염병 중의 하나로 소에서 발생하여 인간에게까지 옮겨지는 전염병이다.
증상으로는 지속적인 체중 감소와 함께 호흡기에 이상이 생기며 림프절의 종대 및 결핵결절이 생긴다.
결핵결절이 생기면 중심부부터 괴사하고 굳어지다가 결국 석회화된다고 한다.
감염 예방책으로는 소고기를 잘 익혀먹고 우유를 마실 때는 UHT법, 저온살균법 등의 위생 처리 방법을 거친 우유를 마셔야 한다.